# كأس السوبر التشيلي 2016
بطولة كأس السوبر التشيلي 2016 هي النسخة الرابعة من بطولة كأس السوبر التشيلي، لعب يوم 15 سبتمبر 2016 في استاد بلدية دي كونسبسيون، بين فريق أونيفرسيداد الفائز بالدوري وفريق أونيفرسيداد دي تشيلي الفائز بكأس تشيلي. وقد انتهت المباراة بفوز أونيفرسيداد بالمباراة بنتيجة 2–1 ليحصد لقبه الأول في تاريخ البطولة.

## التفاصيل
| أونيفرسيداد                                          | 2–1 | أونيفرسيداد دي تشيلي    |
| ---------------------------------------------------- | --- | ----------------------- |
| كاستييو 42' (ضربة رأس) · بيدرو 45+1' (بالقدم اليمنى) |     | فرنانديز 44' (ضربة رأس) |

| أونيفرسيداد | أونيفرسيداد دي تشيلي |

| الحكام المساعدون: راؤول إيدسون الحكم الرابع: خوليو باسكونيان | قوانين المباراة - 90 دقيقة. - ركلات جزاء ترجيحية إذا استمرت النتيجة متعادلة. - سبعة لاعبين بدلاء يتم تسجيل أسمائهم. - يمكن استخدام ثلاثة منهم على الأكثر. |